# Francesco Anzani

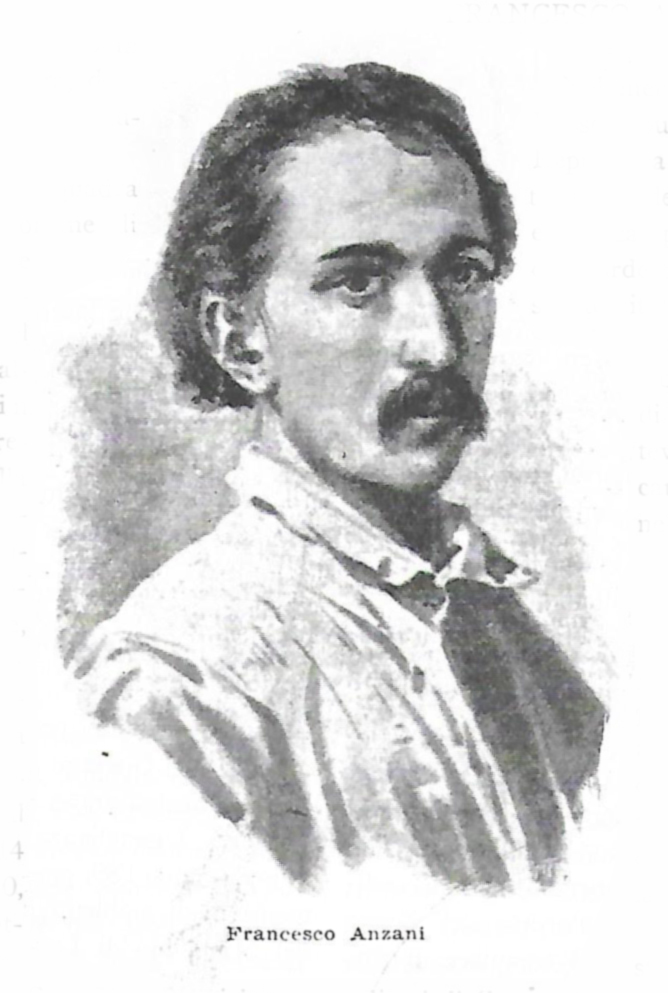
Francesco Anzani

Francesco Anzani (* 11. November 1809 in Alzate Brianza; † 5. Juli 1848 in Genua) war ein italienischer Offizier und Freiheitskämpfer.

## Leben
Das Jahr, in dem der junge, liberal gesinnte Anzani an der Seite der Griechen um deren Unabhängigkeit kämpfte, ist bis dato unbekannt. Heimgekehrt, studierte er in Pavia Mathematik, brach das Studium ab und nahm 1832 an den Pariser Junikämpfen teil.
Die Liberalen kämpften in Porto gegen die absolutistische Herrschaft Michael I. Anzani begab sich von Paris aus ins nördliche Portugal und focht im Miguelistenkrieg auf Seiten der Liberalen gegen die Monarchie. Als Hauptmann einer Fremdenlegion kämpfte Anzani anschließend in Spanien gegen den carlistischen Thronprätendenten Don Carlos V. aus dem Hause Bourbon-Anjou und wurde verwundet.
Während seiner Repatriierung wurde Anzani unmittelbar nach der Landung in Genua den Österreichern übergeben. Er konnte nach Südamerika auswandern und begegnete in Rio Grande do Sul Garibaldi. Aus der Bekanntschaft gedieh im benachbarten Uruguay dauerhafte Freundschaft. Garibaldi übertrug dem Kämpfer die Führung seiner italienischen Legion. Anzani trat in Uruguay unter anderen gegen Oribe an.
Von Pius IX. 1846 amnestiert, kehrten die Freiheitskämpfer Garibaldi, Medici und der an Tuberkulose erkrankte Anzani 1848 heim. Francesco Anzani landete am 21. Juni in Genua und starb dort zwei Wochen darauf bei seinem alten Freunde, dem Maler Gaetano Gallino.